# ASC Agouado
El ASC Agouado es un equipo de fútbol de Guayana Francesa que juega en el Campeonato Nacional de la Guayana Francesa, la primera división de fútbol del territorio.

## Historia
Fue fundado en el año 1996 en la comuna de Apatou, y en la temporada siguiente logra el ascenso al Campeonato Nacional de la Guayana Francesa por primera vez, permaneciendo por dos temporadas hasta descender en la temporada 1999/2000 al terminar último entre 12 equipos.
En la temporada 2003/04 logra su regreso al Campeonato Nacional de la Guayana Francesa, permaneciendo en la primera división por 10 temporadas hasta que desciende en la temporada 2013/14 al terminar último lugar entre 12 equipos luego de que infringieran la regla de tener un equipo compuesto de jugadores jóvenes a pesar de que en la clasificación general finalizara en cuarto lugar.
Al año siguiente es campeón de la segunda categoría y regresa a la primera división, y en la temporada 2018/19 es campeón nacional por primera vez.

## Palmarés
- Campeonato Nacional de la Guayana Francesa: 1

2018/19
- Promoción de Honor: 1

2014/15